# 財務官
財務官（拉丁語：quaestor）是羅馬共和時期的民選官員，他們監督國家的國庫與財政事務，以及軍隊和官吏。該項職務可以回溯至羅馬的王政時代。大約前420年之後，由百人會議選出每個年度的四位財務官，而在前267年之後，增至十位。在此其中，某些財務官被指派在羅馬城中工作，同時其他的被指派為將領或行省總督的副手。不過其職責仍為監督軍中財務。
在公元前81年蘇拉的改革期間，規定了任該職的最低年齡，貴族是30歲；平民是32歲。而獲選為財務官者自動獲得元老身份，同時財務官的數目也提高至二十名。在此之前，元老院成員記錄是由監察官來修正的，較之於像財務官這樣定期的更新，監察官的對元老院成員的更新是不定期的。